# Chuanbu
Chuanbu (kinesiska: 船步) är en köping i sydöstra Kina. Den ligger i Luoding i staden Yunfu i provinsen Guangdong, omkring 180 kilometer väster om provinshuvudstaden Guangzhou. Antalet invånare är 63 305. Befolkningen består av 31 349 kvinnor och 31 956 män. Barn under 15 år utgör 31 %, vuxna 15-64 år 60 %, och äldre över 65 år 7,0 %.